# Sciurotamias davidianus
Sciurotamias davidianus är en däggdjursart som först beskrevs av Milne-Edwards 1867. Den ingår i släktet Sciurotamias och familjen ekorrar. IUCN kategoriserar arten globalt som livskraftig.

## Underarter
Catalogue of Life skiljer mellan tre underarter:
- Sciurotamias davidianus davidianus (Milne-Edwards, 1867)
- Sciurotamias davidianus consobrinus (Milne-Edwards, 1874)
- Sciurotamias davidianus saltitans (Heude, 1898)

## Beskrivning
Pälsen på ovansidan är olivgrå, på buksidan blekgul till ockrafärgad. Längs kinden har arten en svart linje. Fotsulorna är kraftigt behårade. Kroppslängden är 19 till 25 cm, ej inräknat den 12,5 till 20 cm långa svansen.

## Utbredning
Denna ekorre har ett större utbredningsområde i Kina: Storstadsområdena Beijing, Tianjin och Chongqing, provinserna Anhui, Gansu, Guizhou, Hebei, Henan, Hubei, Liaoning, Shaanxi, Shanxi, Sichuan och Yunnan samt den autonoma regionen Ningxia.

## Ekologi
Arten lever i klippiga regioner, där bona förläggs till klippspringor. Arten äter huvudsakligen frön och håller ingen vinterdvala. Födan består främst av frön som den samlar i sina kindpåsar, bland annat ekollon från ekarten Quercus wutaishanica. Den är en skicklig klättrare, men håller sig ändå främst på marken.